# Aethomys
Aethomys — рід мишоподібних гризунів родини мишеві (Muridae). Рід поширений у Африці на південь від Сахари. Їх місцем існування є в основному савани, але вони також можуть зустрічатися на лісових галявинах і в садах.

## Опис
Тіло досягає завдовжки 10-18 см, довгий хвіст сягає 12 до 20 см. Вага від 63 до 150 грамів.

## Класифікація
- Рід Aethomys
  - Aethomys bocagei (Thomas, 1904)
  - Aethomys chrysophilus (de Winton, 1897)
  - Aethomys granti (Wroughton, 1908)
  - Aethomys hindei (Thomas, 1902)
  - Aethomys ineptus (Thomas & Wroughton, 1908)
  - Aethomys kaiseri (Noack, 1887)
  - Aethomys namaquensis (A. Smith, 1834)
  - Aethomys nyikae (Thomas, 1897)
  - Aethomys silindensis Roberts, 1938
  - Aethomys stannarius (Thomas, 1913)
  - Aethomys thomasi (de Winton, 1897)